# Saison 2013-2014 des Spurs de San Antonio
La saison 2013-2014 des Spurs de San Antonio est la 47e saison de l'histoire de la franchise, la 41e saison dans la ville de San Antonio et la 38e saison au sein de la National Basketball Association (NBA).
Les Spurs sont entrés dans la saison en tant que finalistes de la finale 2013, où ils ont perdu contre le Heat de Miami en sept matchs, marquant la première défaite des Spurs en finale NBA. Ils ont également commencé la saison avec un total de dix joueurs internationaux.
En playoffs, les Spurs ont défait les Mavericks de Dallas en sept matchs au premier tour, les Trail Blazers de Portland en cinq matchs en demi-finale et le Thunder d'Oklahoma City en six matchs pour se qualifier pour la sixième finale de l'histoire de la franchise. C’est la première fois que les Spurs font deux apparitions consécutives en finale, également contre le Heat de Miami. Contrairement à l’année précédente, les Spurs se sont vengés et sont devenus champions de la NBA après avoir battu Miami en cinq matchs lors des Finales NBA 2014, remportant leur 5e titre de champion NBA. Le joueur de San Antonio, Kawhi Leonard, a été nommé MVP des Finales.

## Classements de la saison régulière
| Conférence Ouest | Conférence Ouest                | Conférence Ouest | Conférence Ouest | Conférence Ouest | Conférence Ouest | Conférence Ouest | Conférence Ouest |
| No               | Franchise                       | Vic.             | Def.             | MJ               | % V/D            | RV               |                  |
| ---------------- | ------------------------------- | ---------------- | ---------------- | ---------------- | ---------------- | ---------------- | ---------------- |
| 1                | Spurs de San Antonio            | 62               | 20               | 82               | 75,60 %          | -                |                  |
| 2                | Thunder d'Oklahoma City         | 59               | 23               | 82               | 72,00 %          | 3,0              |                  |
| 3                | Clippers de Los Angeles         | 57               | 25               | 82               | 69,50 %          | 5,0              |                  |
| 4                | Rockets de Houston              | 54               | 28               | 82               | 65,90 %          | 8,0              |                  |
| 5                | Trail Blazers de Portland       | 54               | 28               | 82               | 65,90 %          | 8,0              |                  |
| 6                | Warriors de Golden State        | 51               | 31               | 82               | 62,20 %          | 11,0             |                  |
| 7                | Grizzlies de Memphis            | 50               | 32               | 82               | 61,00 %          | 12,0             |                  |
| 8                | Mavericks de Dallas             | 49               | 33               | 82               | 59,80 %          | 13,0             |                  |
|                  |                                 |                  |                  |                  |                  |                  |                  |
| 9                | Suns de Phoenix                 | 48               | 34               | 82               | 58,50 %          | 14,0             |                  |
| 10               | Timberwolves du Minnesota       | 40               | 42               | 82               | 48,80 %          | 22,0             |                  |
| 11               | Nuggets de Denver               | 36               | 46               | 82               | 43,90 %          | 26,0             |                  |
| 12               | Pelicans de La Nouvelle-Orléans | 34               | 48               | 82               | 41,50 %          | 28,0             |                  |
| 13               | Kings de Sacramento             | 28               | 54               | 82               | 34,10 %          | 34,0             |                  |
| 14               | Lakers de Los Angeles           | 27               | 55               | 82               | 32,90 %          | 35,0             |                  |
| 15               | Jazz de l'Utah                  | 25               | 57               | 82               | 30,50 %          | 37,0             |                  |

| Division Sud-Ouest    | V  | D  | MJ | % V/D   | GB   | Dom   | Ext   | Div  | Conf  |
| --------------------- | -- | -- | -- | ------- | ---- | ----- | ----- | ---- | ----- |
| Spurs de San Antonio  | 62 | 20 | 82 | 75,60 % | -    | 32-9  | 30-11 | 12-4 | 38-14 |
| Rockets de Houston    | 54 | 28 | 82 | 65,90 % | 8,0  | 33-8  | 21-20 | 11-5 | 31-21 |
| Grizzlies de Memphis  | 50 | 32 | 82 | 61,00 % | 12,0 | 27-14 | 23-18 | 4-12 | 29-23 |
| Mavericks de Dallas   | 49 | 33 | 82 | 59,80 % | 13,0 | 26-15 | 23-18 | 9-7  | 29-23 |
| Pelicans Nlle-Orléans | 34 | 48 | 82 | 41,50 % | 28,0 | 22-19 | 12-29 | 4-12 | 15-37 |

## Effectif
| Effectif des Spurs de San Antonio 2013-2014 |
| --- |
| 2 Kawhi Leonard • 3 Marco Belinelli • 4 Danny Green • 5 Cory Joseph • 7 Damion James • 8 Patty Mills • 9 Tony Parker • 11 Jeff Ayres • 15 Matt Bonner • 16 Aron Baynes • 20 Manu Ginóbili • 21 Tim Duncan (C) • 22 Tiago Splitter • 23 Austin Daye • 33 Boris DiawEntraîneur : Gregg Popovich |

## Statistiques

### Saison régulière
| Joueur          | MJ | MC | MPG  | FG%  | 3P%  | FT%   | RPG | APG | SPG | BPG | PPG  |
| --------------- | -- | -- | ---- | ---- | ---- | ----- | --- | --- | --- | --- | ---- |
| Jeff Ayres      | 72 | 10 | 13.0 | .580 | .    | .691  | 3.5 | .8  | .2  | .3  | 3.3  |
| Aron Baynes     | 53 | 4  | 9.3  | .436 | .    | .905  | 2.7 | .6  | .0  | .1  | 3.0  |
| Marco Belinelli | 80 | 25 | 25.2 | .485 | .430 | .847  | 2.8 | 2.2 | .6  | .1  | 11.4 |
| Matt Bonner     | 61 | 0  | 11.3 | .445 | .429 | .750  | 2.1 | .5  | .2  | .2  | 3.2  |
| Shannon Brown   | 10 | 1  | 10.3 | .286 | .000 | .778  | 1.3 | .5  | .1  | .0  | 2.3  |
| Austin Daye     | 14 | 1  | 8.2  | .382 | .414 | .571  | 1.4 | .4  | .3  | .3  | 4.1  |
| Nando De Colo   | 26 | 3  | 11.6 | .452 | .323 | .818  | 1.7 | 1.2 | .6  | .1  | 4.3  |
| Boris Diaw      | 79 | 24 | 25.0 | .521 | .402 | .739  | 4.1 | 2.8 | .6  | .4  | 9.1  |
| Tim Duncan      | 74 | 74 | 29.2 | .490 | .000 | .731  | 9.7 | 3.0 | .6  | 1.9 | 15.1 |
| Manu Ginóbili   | 68 | 3  | 22.8 | .469 | .349 | .851  | 3.0 | 4.3 | 1.0 | .3  | 12.3 |
| Danny Green     | 68 | 59 | 24.3 | .432 | .415 | .794  | 3.4 | 1.5 | 1.0 | .9  | 9.1  |
| Damien James    | 5  | 1  | 10.0 | .222 | .000 | 1.000 | 2.4 | .6  | .0  | .2  | 1.2  |
| Othyus Jeffers  | 4  | 1  | 8.5  | .600 | .000 | .500  | 1.5 | .3  | .0  | .0  | 1.8  |
| Cory Joseph     | 68 | 19 | 13.8 | .475 | .316 | .823  | 1.6 | 1.7 | .5  | .2  | 5.0  |
| Kawhi Leonard   | 66 | 65 | 29.1 | .522 | .379 | .802  | 6.2 | 2.0 | 1.7 | .8  | 12.8 |
| Patty Mills     | 81 | 2  | 18.9 | .464 | .425 | .890  | 2.1 | 1.8 | .8  | .1  | 10.2 |
| Tony Parker     | 68 | 68 | 29.4 | .499 | .373 | .811  | 2.3 | 5.7 | .5  | .1  | 16.7 |
| Tiago Splitter  | 59 | 50 | 21.5 | .523 | .000 | .699  | 6.2 | 1.5 | .5  | .5  | 8.2  |

### Playoffs
| Joueur          | MJ | MC | MPG  | FG%  | 3P%  | FT%  | RPG | APG | SPG | BPG | PPG  |
| --------------- | -- | -- | ---- | ---- | ---- | ---- | --- | --- | --- | --- | ---- |
| Jeff Ayres      | 17 | 0  | 3.8  | .462 | .    | .625 | 1.1 | .3  | .0  | .0  | 1.0  |
| Aron Baynes     | 14 | 0  | 7.2  | .500 | .000 | .800 | 2.2 | .0  | .2  | .0  | 2.3  |
| Marco Belinelli | 23 | 0  | 15.5 | .444 | .421 | .955 | 2.3 | .8  | .1  | .0  | 5.4  |
| Matt Bonner     | 22 | 2  | 6.2  | .476 | .333 | .750 | .6  | .5  | .1  | .0  | 1.2  |
| Austin Daye     | 1  | 0  | 6.0  | .000 | .    | .    | 1.0 | .0  | .0  | .0  | .0   |
| Boris Diaw      | 23 | 3  | 26.3 | .500 | .400 | .688 | 4.8 | 3.4 | .6  | .1  | 9.2  |
| Tim Duncan      | 23 | 23 | 32.7 | .523 | .000 | .760 | 9.2 | 2.0 | .3  | 1.3 | 16.3 |
| Manu Ginóbili   | 23 | 0  | 25.5 | .439 | .390 | .862 | 3.3 | 4.1 | 1.6 | .1  | 14.3 |
| Danny Green     | 23 | 23 | 23.0 | .491 | .475 | .818 | 3.0 | .9  | 1.4 | .7  | 9.3  |
| Cory Joseph     | 17 | 0  | 5.1  | .486 | .000 | .778 | .5  | .5  | .2  | .0  | 2.8  |
| Kawhi Leonard   | 23 | 23 | 32.0 | .510 | .419 | .736 | 6.7 | 1.7 | 1.7 | .6  | 14.3 |
| Patty Mills     | 23 | 0  | 15.3 | .447 | .405 | .769 | 1.5 | 1.4 | .7  | .0  | 7.3  |
| Tony Parker     | 23 | 23 | 31.3 | .486 | .371 | .729 | 2.0 | 4.8 | .7  | .1  | 17.4 |
| Tiago Splitter  | 23 | 18 | 22.4 | .610 | .000 | .718 | 6.1 | 2.0 | .7  | .5  | 7.5  |